# Rosa Pohnert-Resch
Rosa Pohnert-Resch (* 1. Juli 1886 in Bregenz als Rosa Karolina Resch; † 6. Dezember 1978 in Wien) war eine österreichische Künstlerin und Gymnasiallehrerin.

## Leben
Rosa Pohnert-Resch wurde als Tochter des Bregenzer k.k. Postbeamten Lorenz Resch und dessen Ehefrau Carolina geb. Vyhnal geboren. Der Vater wurde später als Postoffizial nach Dornbirn und anschließend als Oberpostverwalter nach Kufstein versetzt. 
Nach der Matura studierte Rosa Pohnert-Resch an der Universität Graz und trat nach Abschluss des Studiums eine Stelle als Lehrerin an einem Lyzeum in Graz an. Dort heiratete sie am 1. April 1918 den k.k. Gymnasialprofessor Ludwig Pohnert, der zu jener Zeit an einem Gymnasium in Triest unterrichtete. Nach kurzer Lehrtätigkeit in Triest übersiedelten die Eheleute nach Wien, wo Pohnert-Resch als Wirkliche Bundeslehrerin an das Privat-Mädchenrealgymnasium im 13. Wiener Gemeindebezirk berufen wurde. Ihr wurde der Titel Professor verliehen. Im Mai 1934 ließ sie sich auf eigenen Wunsch in den dauernden Ruhestand versetzen und erhielt in Anerkennung ihrer Tätigkeit vom österreichischen Bundespräsidenten den Titel Regierungsrat verliehen.
Ab 1934 absolvierte Pohnert-Resch ein Studium an der Frauenakademie und Akademie der bildenden Künste in Wien, wo sie sich nun ganz der Kunst verschrieb. Dort war sie Schülerin von Ferdinand Kitt und Fanny Harlfinger-Zakucka. Sie betätigte sich später als Landschaftsmalerin konservativer Richtung, malte allerdings auch Stillleben und war als Grafikerin tätig. Ihre Werke wurden in zahlreichen Ausstellungen im In- und Ausland und in Einzelausstellungen in Wien gezeigt. Ihre Bilder werden noch heute auf dem internationalen Kunstmarkt gehandelt. 
Pohnert-Resch war Mitglied des Künstlerhauses. Sie starb am 6. Dezember 1978 und wurde an der Seite ihres verstorbenen Ehemanns auf dem Wiener Friedhof Neustift beigesetzt.